# 葉維
葉維（1989年—），為動作演員、京劇演員，出生於台灣台北，現居台灣台北，曾參與過當代傳奇劇場於澳洲國際藝術節演出，近幾年活躍於影視，也積極熱衷於教學。曾於2011年創辦夢幻第四堵牆兒童劇場。於2014年參與葉天倫導演之電影大稻埕 (電影)以及於2015年被元德導演看中，並且參與電視劇《1931年的愛情》。

## 背景
台北人，8歲開始學習中國武術，10歲進入劇校學習京劇，坐科8年，在國立台灣戲曲學院就讀期間，與當代傳奇劇場創辦人吳興國共同參與《慾望成國》演出，師承李曉明、呂玉堃…等。

## 經歷
2007年與當代知名京劇演員吳興國先生於澳洲布里斯共同演出
2008年參加台灣青年戲曲訪問團美國紐奧良、西雅圖巡迴演出
2010年碧湖劇場『鍾馗嫁妹』擔綱演出
2011年創立夢幻第四堵牆兒童劇場
2012年參與康熙大帝路易十四國際演出
2014年電影作品『大稻埕』飾演 阿吉
2014年3D電影『痞子英雄2』飾演 警察
2015年國際級電視劇作品『1931年的愛情』飾演 阿旺

## 京劇作品
《霸王別姬》
《李逵探母》
《鍾馗嫁妹》
《空城計》
《雙李逵》
《五花洞》
《青石山》

## 編創作品
〈哪吒〉
〈盼嫁〉
〈迴 • 夢〉
〈楊門點兵〉
〈十面埋伏〉

## 外部連結
- 焦點新人：葉維 飾 阿吉 （页面存档备份，存于）
- 【央廣】訪葉維淺談京劇人生
- 葉維WEI YEH FACEBOOK粉絲頁